# 1962-es sakkolimpia
A 15. sakkolimpia 1962. szeptember 15. és október 10. között Bulgáriában, a Várna melletti Aranyparton került megrendezésre. Helyszíne a Casino Restaurant volt.

## A résztvevők
Az eseményen 37 ország vett részt, 220 versenyzővel. A mezőny erősségét a megjelent 31 nemzetközi nagymester és 37 nemzetközi mester jelezte.
A szovjet csapatból ezúttal hiányzott az exvilágbajnok Vaszilij Szmiszlov, akit Efim Geller helyettesített (ő az első tartalék szerepébe került), de még így is kimagaslóan erős összeállításban, a világ élvonalát jelentő hat nemzetközi nagymesterrel állt ki. Az éltáblán a világbajnoki címét harmadszor is visszaszerző Mihail Botvinnik, a második táblán Tigran Petroszján, a későbbi világbajnok. A harmadik táblán az ekkor még fiatal, ugyancsak későbbi világbajnok Borisz Szpasszkij, a negyediken Paul Keres, míg a második tartalék az exvilágbajnok Mihail Tal volt. Nem véletlenül voltak ezúttal is ők a verseny favoritjai, és a várakozásnak megfelelve sorrendben hatodszor hódították el az olimpiai bajnoki címet.
Az amerikai csapat éltáblása Bobby Fischer volt, mögötte a második táblán Benkő Pál játszott. A szovjetek mögött a dobogóra esélyesek között tartották számon a 4–4 nagymesterrel felálló erős   jugoszláv és magyar, valamint a meglepetésekre mindig képes argentin válogatottat.
A csapatok 6 főt nevezhettek, akik közül egyidejűleg négy játszott. Meg kellett adni a játékosok közötti erősorrendet, és az egyes fordulókban ennek megfelelően ülhettek le a táblákhoz. Ez lehetővé tette, hogy táblánként állapítsák meg és hirdessék ki a legjobb egyéni eredményt elérőket.

## A verseny lefolyása
A 37 csapatot 4 elődöntő csoportba sorsolták, amelyekből az első három helyezett jutott az „A” döntőbe, a 4–6. helyezett a „B” döntő, a többiek a „C” döntő mezőnyét alkották.
A verseny az elődöntőben, valamint az „A” és a „B” döntőben körmérkőzéses formában zajlott, míg a „C” döntő 11 fordulós svájci rendszerben került megrendezésre, így minden csapat azonos számú mérkőzést játszott. A csapat eredményét az egyes versenyzők által megszerzett pontok alapján számolták. Holtverseny esetén először a csapatgyőzelmek számát vették figyelembe, majd a csapateredményeket, ahol a csapatgyőzelem 2 pontot, a döntetlen 1 pontot ért. Ha ezután is holtverseny állt volna fenn, akkor a holtversenyben levő csapatok egymás elleni eredménye döntött volna a helyezésekről. A játszmákban 2 óra 30 perc állt rendelkezésre 40 lépés megtételéhez, majd további óránként 16 lépést kellett megtenni.
A versenyt meggyőző fölénnyel, sorban hatodszor a címvédő szovjet csapat nyerte Jugoszlávia és Argentína előtt. A hat játékosuk közül öten szereztek egyéni érmet is, közülük négyen aranyérmet.
Magyarország az ötös élboly végén, az 5. helyen végzett. Játékosaink közül Bilek István ezüst-, Lengyel Levente bronzérmet szerzett egyéni eredménye alapján.

## A verseny eredményei

### Elődöntők
| Döntő | Ország        | 1 | 2  | 3  | 4  | 5  | 6  | 7  | 8  | 9  |  | + | − | = | Pont |
| ----- | ------------- | - | -- | -- | -- | -- | -- | -- | -- | -- |  | - | - | - | ---- |
| «A»   | Szovjetunió   |   | 3  | 3½ | 3  | 3  | 4  | 3  | 4  | 4  |  | 8 | 0 | 0 | 27½  |
| «A»   | NDK           | 1 |    | 2  | 2½ | 2½ | 2½ | 3½ | 3½ | 4  |  | 6 | 1 | 1 | 21½  |
| «A»   | NSZK          | ½ | 2  |    | 2½ | 3  | 2½ | 2½ | 4  | 4  |  | 6 | 1 | 1 | 21   |
| «B»   | Svédország    | 1 | 1½ | 1½ |    | 2  | 3  | 3  | 2½ | 2½ |  | 4 | 3 | 1 | 17   |
| «B»   | Belgium       | 1 | 1½ | 1  | 2  |    | 2½ | 2  | 2½ | 3½ |  | 3 | 3 | 2 | 16   |
| «B»   | Spanyolország | 0 | 1½ | 1½ | 1  | 1½ |    | 2½ | 4  | 4  |  | 3 | 5 | 0 | 16   |
| «C»   | Norvégia      | 1 | ½  | 1½ | 1  | 2  | 1½ |    | 3  | 2½ |  | 2 | 5 | 1 | 13   |
| «C»   | Törökország   | 0 | ½  | 0  | 1½ | 1½ | 0  | 1  |    | 3  |  | 1 | 7 | 0 | 7½   |
| «C»   | Görögország   | 0 | 0  | 0  | 1½ | ½  | 0  | 1½ | 1  |    |  | 0 | 8 | 0 | 4½   |

| Döntő | Ország                    | 1  | 2 | 3  | 4  | 5  | 6  | 7  | 8  |  | + | − | = | Pont |
| ----- | ------------------------- | -- | - | -- | -- | -- | -- | -- | -- |  | - | - | - | ---- |
| «A»   | Amerikai Egyesült Államok |    | 2 | 2½ | 3½ | 4  | 4  | 4  | 4  |  | 6 | 0 | 1 | 24   |
| «A»   | Bulgária                  | 2  |   | 2  | 3½ | 3½ | 3  | 3  | 3  |  | 5 | 0 | 2 | 20   |
| «A»   | Románia                   | 1½ | 2 |    | 2  | 3½ | 4  | 3½ | 3½ |  | 4 | 1 | 2 | 20   |
| «B»   | Izrael                    | ½  | ½ | 2  |    | 3  | 1½ | 2½ | 3  |  | 3 | 3 | 1 | 13   |
| «B»   | Mongólia                  | 0  | ½ | ½  | 1  |    | 3  | 3½ | 2½ |  | 3 | 4 | 0 | 11   |
| «B»   | Svájc                     | 0  | 1 | 0  | 2½ | 1  |    | 3  | 2½ |  | 3 | 4 | 0 | 10   |
| «C»   | Puerto Rico               | 0  | 1 | ½  | 1½ | ½  | 1  |    | 3  |  | 1 | 6 | 0 | 7½   |
| «C»   | Tunézia                   | 0  | 1 | ½  | 1  | 1½ | 1½ | 1  |    |  | 0 | 7 | 0 | 6½   |

| Döntő | Ország        | 1  | 2  | 3  | 4  | 5  | 6  | 7  | 8  | 9  | 10 |  | + | − | = | Pont |
| ----- | ------------- | -- | -- | -- | -- | -- | -- | -- | -- | -- | -- |  | - | - | - | ---- |
| «A»   | Jugoszlávia   |    | 2  | 2½ | 2½ | 3  | 2½ | 3  | 4  | 4  | 4  |  | 8 | 0 | 1 | 27½  |
| «A»   | Hollandia     | 2  |    | 2  | 4  | 2½ | 1½ | 3  | 3½ | 2½ | 4  |  | 6 | 1 | 2 | 25   |
| «A»   | Csehszlovákia | 1½ | 2  |    | 2½ | 1½ | 2½ | 3½ | 3½ | 4  | 4  |  | 6 | 2 | 1 | 25   |
| «B»   | Lengyelország | 1½ | 0  | 1½ |    | 2½ | 4  | 3½ | 4  | 4  | 4  |  | 6 | 3 | 0 | 25   |
| «B»   | Izland        | 1  | 1½ | 2½ | 1½ |    | 2  | 2½ | 3½ | 2½ | 4  |  | 5 | 3 | 1 | 21   |
| «B»   | Finnország    | 1½ | 2½ | 1½ | 0  | 2  |    | 2½ | 1½ | 4  | 4  |  | 4 | 4 | 1 | 19½  |
| «C»   | Franciaország | 1  | 1  | ½  | ½  | 1½ | 1½ |    | 3½ | 4  | 3½ |  | 3 | 6 | 0 | 17   |
| «C»   | Uruguay       | 0  | ½  | ½  | 0  | ½  | 2½ | ½  |    | 3½ | 4  |  | 3 | 6 | 0 | 12   |
| «C»   | Luxemburg     | 0  | 1½ | 0  | 0  | 1½ | 0  | 0  | ½  |    | 3  |  | 1 | 8 | 0 | 6½   |
| «C»   | Ciprus        | 0  | 0  | 0  | 0  | 0  | 0  | ½  | 0  | 1  |    |  | 0 | 9 | 0 | 1½   |

| Döntő | Ország       | 1  | 2  | 3  | 4  | 5  | 6  | 7  | 8  | 9  | 10 |  | + | − | = | Pont |
| ----- | ------------ | -- | -- | -- | -- | -- | -- | -- | -- | -- | -- |  | - | - | - | ---- |
| «A»   | Argentína    |    | 2  | 3½ | 2½ | 3  | 3½ | 4  | 3  | 4  | 4  |  | 8 | 0 | 1 | 29½  |
| «A»   | Magyarország | 2  |    | 3  | 3  | 2½ | 3  | 4  | 3  | 3½ | 4  |  | 8 | 0 | 1 | 28   |
| «A»   | Ausztria     | ½  | 1  |    | 2½ | 2½ | 2  | 3  | 3  | 3  | 3½ |  | 6 | 2 | 1 | 21   |
| «B»   | Dánia        | 1½ | 1  | 1½ |    | 1½ | 2½ | 2½ | 2½ | 3½ | 3  |  | 5 | 4 | 0 | 19½  |
| «B»   | Kuba         | 1  | 1½ | 1½ | 2½ |    | 2½ | 2½ | 2½ | 2  | 3  |  | 5 | 3 | 1 | 19   |
| «B»   | Anglia       | ½  | 1  | 2  | 1½ | 1½ |    | 2  | 4  | 3  | 3½ |  | 3 | 4 | 2 | 19   |
| «C»   | Albánia      | 0  | 0  | 1  | 1½ | 1½ | 2  |    | 2½ | 3  | 3  |  | 3 | 5 | 1 | 14½  |
| «C»   | India        | 1  | 1  | 1  | 1½ | 1½ | 0  | 1½ |    | 4  | 3  |  | 2 | 7 | 0 | 14½  |
| «C»   | Irán         | 0  | ½  | 1  | ½  | 2  | 1  | 1  | 0  |    | 2½ |  | 1 | 7 | 1 | 8½   |
| «C»   | Írország     | 0  | 0  | ½  | 1  | 1  | ½  | 1  | 1  | 1½ |    |  | 0 | 9 | 0 | 6½   |

### Az „A” döntő végeredménye
| H. | Ország                    | 1  | 2  | 3  | 4  | 5  | 6  | 7  | 8  | 9  | 10 | 11 | 12 |  | +  | −  | = | Pont |
| -- | ------------------------- | -- | -- | -- | -- | -- | -- | -- | -- | -- | -- | -- | -- |  | -- | -- | - | ---- |
| 1  | Szovjetunió               |    | 2½ | 2½ | 2½ | 2½ | 2½ | 3½ | 2½ | 2  | 3½ | 3½ | 4  |  | 10 | 0  | 1 | 31½  |
| 2  | Jugoszlávia               | 1½ |    | 2  | 3  | 2½ | 2½ | 2½ | 3½ | 2  | 3  | 2½ | 3  |  | 8  | 1  | 2 | 28   |
| 3  | Argentína                 | 1½ | 2  |    | 1  | 2½ | 3  | 2½ | 1½ | 3  | 2  | 3  | 4  |  | 6  | 3  | 2 | 26   |
| 4  | Amerikai Egyesült Államok | 1½ | 1  | 3  |    | 2  | 2½ | 3½ | 2  | 2½ | 2½ | 2½ | 2  |  | 6  | 2  | 3 | 25   |
| 5  | Magyarország              | 1½ | 1½ | 1½ | 2  |    | 2  | 3½ | 2  | 2  | 2½ | 1½ | 3  |  | 3  | 4  | 4 | 23   |
| 6  | Bulgária                  | 1½ | 1½ | 1  | 1½ | 2  |    | 2  | 2½ | 3  | 2  | 2  | 2½ |  | 3  | 4  | 4 | 21½  |
| 7  | NSZK                      | ½  | 1½ | 1½ | ½  | ½  | 2  |    | 2½ | 3½ | 2  | 3½ | 3  |  | 4  | 5  | 2 | 21   |
| 8  | NDK                       | 1½ | ½  | 2½ | 2  | 2  | 1½ | 1½ |    | 2½ | 2½ | 1  | 3  |  | 4  | 5  | 2 | 20½  |
| 9  | Románia                   | 2  | 2  | 1  | 1½ | 2  | 1  | ½  | 1½ |    | 2½ | 3  | 3½ |  | 3  | 5  | 3 | 20½  |
| 10 | Csehszlovákia             | ½  | 1  | 2  | 1½ | 1½ | 2  | 2  | 1½ | 1½ |    | 2  | 3  |  | 1  | 6  | 4 | 18½  |
| 11 | Hollandia                 | ½  | 1½ | 1  | 1½ | 2½ | 2  | ½  | 3  | 1  | 2  |    | 2½ |  | 3  | 6  | 2 | 18   |
| 12 | Ausztria                  | 0  | 1  | 0  | 2  | 1  | 1½ | 1  | 1  | ½  | 1  | 1½ |    |  | 0  | 10 | 1 | 10½  |

## Az egyéni legjobb pontszerzők
Táblánként az első három legjobb százalékos arányt elérő versenyzőt díjazták éremmel az elődöntőben és a döntőben elért összesített eredményeik alapján. A magyarok közül Bilek István a harmadik táblások között ezüstérmet, Lengyel Levente az első tartalékok között egyéni bronzérmet szerzett.
| H. | Versenyző neve   | Ország    | Döntő | Pont | Játszmaszám | Százalék |
| -- | ---------------- | --------- | ----- | ---- | ----------- | -------- |
|    | Friðrik Ólafsson | Izland    | B     | 14   | 18          | 77,8     |
|    | Jonathan Penrose | Anglia    | B     | 12½  | 17          | 73,5     |
|    | Miguel Najdorf   | Argentína | A     | 12½  | 17          | 73,5     |
| H. | Versenyző neve        | Ország                    | Döntő | Pont | Játszmaszám | Százalék |
| -- | --------------------- | ------------------------- | ----- | ---- | ----------- | -------- |
|    | Tigran Petroszján     | Szovjetunió               | A     | 10   | 12          | 83,3     |
|    | Benkő Pál             | Amerikai Egyesült Államok | A     | 8    | 12          | 66,7     |
|    | Jesús Diez del Corral | Spanyolország             | B     | 10½  | 16          | 65,6     |
| H. | Versenyző neve    | Ország        | Döntő | Pont | Játszmaszám | Százalék |
| -- | ----------------- | ------------- | ----- | ---- | ----------- | -------- |
|    | Borisz Szpasszkij | Szovjetunió   | A     | 11   | 14          | 78,6     |
|    | Bilek István      | Magyarország  | A     | 10   | 14          | 71,4     |
|    | Vlastimil Hort    | Csehszlovákia | A     | 12   | 17          | 70,6     |
| H. | Versenyző neve  | Ország      | Döntő | Pont | Játszmaszám | Százalék |
| -- | --------------- | ----------- | ----- | ---- | ----------- | -------- |
|    | Borislav Ivkov  | Jugoszlávia | A     | 13½  | 16          | 84,4     |
|    | Raúl Sanguineti | Argentína   | A     | 13½  | 16          | 84,4     |
|    | Paul Keres      | Szovjetunió | A     | 9½   | 13          | 73,1     |
| H. | Versenyző neve  | Ország                    | Döntő | Pont | Játszmaszám | Százalék |
| -- | --------------- | ------------------------- | ----- | ---- | ----------- | -------- |
|    | Efim Geller     | Szovjetunió               | A     | 10½  | 12          | 87,5     |
|    | Donald Byrne    | Amerikai Egyesült Államok | A     | 9½   | 12          | 79,2     |
|    | Lengyel Levente | Magyarország              | A     | 8½   | 12          | 70,8     |
| H. | Versenyző neve        | Ország      | Döntő | Pont | Játszmaszám | Százalék |
| -- | --------------------- | ----------- | ----- | ---- | ----------- | -------- |
|    | Mihail Tal            | Szovjetunió | A     | 10   | 13          | 76,9     |
|    | Bjørn Brinck-Claussen | Dánia       | B     | 9    | 12          | 75       |
|    | Robert Graham Wade    | Anglia      | B     | 6    | 12          | 50       |

## A dobogón végzett csapatok tagjainak egyéni eredményei
| Szovjetunió - Mihail Botvinnik (+5 −1 =6) - Tigran Petroszján (+8 −0 =4) - Borisz Szpasszkij (+8 −0 =6) - Paul Keres (+6 −0 =7) - Efim Geller (+10 −1 =1) - Mihail Tal (+7 −0 =6) | Jugoszlávia - Svetozar Gligorić (+8 −1 =8) - Petar Trifunović (+4 −1 =10) - Alekszandar Matanović (+5 −3 =7) - Borislav Ivkov (+11 −0 =5) - Bruno Parma (+3 −0 =5) - Dragoljub Minić (+5 −0 =4) | Argentína - Miguel Najdorf (+9 -1 =7) - Julio Bolbochán (+5 −2 =10) - Oscar Panno (+7 −2 =5) - Raúl Sanguineti (+12 −1 =3) - Héctor Decio Rossetto (+4 −4 =2) - Alberto Foguelman (+4 −0 =2) |

## A magyar versenyzők eredményei
| F.                                 | Ellenfél                           | Portisch Lajos    | Portisch Lajos | Szabó László | Szabó László | Bilek István | Bilek István | Barcza Gedeon | Barcza Gedeon | Lengyel Levente | Lengyel Levente | Honfi Károly | Honfi Károly | P. |
| ---------------------------------- | ---------------------------------- | ----------------- | -------------- | ------------ | ------------ | ------------ | ------------ | ------------- | ------------- | --------------- | --------------- | ------------ | ------------ | -- |
| Elődöntő (4. csoport)              |                                    |                   |                |              |              |              |              |               |               |                 |                 |              |              |    |
| 1                                  | Írország                           |                   |                |              |              | Reid         | 1            | Murphy        | 1             | De Loughrey     | 1               | Cassidy      | 1            | 4  |
| 2                                  | Irán                               |                   |                | Hemmasian    | 1            |              |              | Farboud       | 1             | Parniani        | 1               | Safvat       | ½            | 3½ |
| 3                                  | Dánia                              | Kølvig            | 1              | Holm         | 1            | From         | 1            |               |               | Brinck-Claussen | 0               |              |              | 3  |
| 4                                  | Kuba                               | Jiménez Zerquera  | 1              | Cobo Arteaga | ½            |              |              | Garcia        | 1             |                 |                 | Ortega       | 0            | 2½ |
| 5                                  | Anglia                             | Penrose           | 0              |              |              | Clarke       | 1            | Littlewood    | 1             | Wade            | 1               |              |              | 3  |
| 6                                  | Ausztria                           |                   |                | Robatsch     | ½            | Beni         | ½            | Gragger       | 1             |                 |                 | Lokvenc      | 1            | 3  |
| 7                                  | Albánia                            | Pustina           | 1              | Duraku       | 1            |              |              |               |               | Konçi           | 1               | Siliqi       | 1            | 4  |
| 8                                  | Argentína                          | Bolbochán         | ½              | Sanguienti   | ½            |              |              |               |               | Rossetto        | ½               | Foguelman    | ½            | 2  |
| 9                                  | India                              | Aaron             | 0              |              |              | Sakhalkar    | 1            | Nawab         | 1             | Shukla          | 1               |              |              | 3  |
| „A” döntő                          |                                    |                   |                |              |              |              |              |               |               |                 |                 |              |              |    |
| 1                                  | Jugoszlávia                        | Svetozar Gligorić | ½              | Trifunović   | ½            | Matanović    | 0            | Parma         | ½             |                 |                 |              |              | 1½ |
| 2                                  | NDK                                | Uhlmann           | ½              | Pietzschtsov | ½            | Zinn         | ½            |               |               | Liebert         | ½               |              |              | 2  |
| 3                                  | Argentína                          | Miguel Najdorf    | 0              | Bolbochán    | ½            |              |              | Panno         | 0             |                 |                 | Sanguineti   | 1            | 1½ |
| 4                                  | Csehszlovákia                      | Filip             | 1              | Pachman      | 0            | Hort         | ½            |               |               |                 |                 | Fichtl       | 1            | 2½ |
| 5                                  | Ausztria                           | Robatsch          | 1              |              |              | Beni         | 1            | Gragger       | 0             | Kinzel          | 1               |              |              | 3  |
| 6                                  | Románia                            |                   |                | Ciocâltea    | ½            | Gheorghiu    | ½            | Soós          | 1             | Radovici        | 0               |              |              | 2  |
| 7                                  | Hollandia                          | Donner            | ½              | Bouwmeester  | 0            | Langeweg     | 1            |               |               |                 |                 | Prins        | 0            | 1½ |
| 8                                  | NSZK                               | Unzicker          | ½              |              |              | Schmid       | 1            | Hecht         | 1             | Mohrlok         | 1               |              |              | 3½ |
| 9                                  | Amerikai Egyesült Államok          | Bobby Fischer     | ½              |              |              | Byrne R.     | ½            | Byrne D.      | 0             |                 |                 | Mednis       | 1            | 2  |
| 10                                 | Bulgária                           | Padevsky          | 1              | Tringov      | ½            |              |              |               |               | Minev           | ½               | Milev        | 0            | 2  |
| 11                                 | Szovjetunió                        | Borisz Szpasszkij | ½              | Paul Keres   | ½            | Efim Geller  | ½            | Mihail Tal    | 0             |                 |                 |              |              | 1½ |
| Szerzett pontszám (Játszmák száma) | Szerzett pontszám (Játszmák száma) | 9½ (16)           | 9½ (16)        | 7½ (14)      | 7½ (14)      | 10 (14)      | 10 (14)      | 8½ (13)       | 8½ (13)       | 8½ (12)         | 8½ (12)         | 7 (11)       | 7 (11)       |    |